# Élőszereplős Star Wars televíziós sorozat
A Star Wars: Underworld egy televíziós sorozat lett volna a Star Wars univerzumban, melyet George Lucas 2005-ben jelentett be, a két trilógia közötti idősíkban játszódott volna. A sorozat nem a Skywalker családról szólt volna, nem hidalta volna át a körülbelül tizennyolc évet, mely a két trilógia között húzódik, hanem elsősorban a bűnözői és politikai hatalmi harcokat mutatta volna be, melyek a Galaktikus Köztársaság bukása után alakultak ki.
Lucas 2011 május végi sajtótájékoztatója szerint a sorozat a gyártástechnológia fejlődésére és a pénzügyi háttér előteremtésére várt. Rick McCallum, a Star Wars és a Red Tails producere is részt vett volna a projektben, 2011-ben közölte, hogy újabb három-négy év múlva kezdődhetnek a munkálatok. 2012-ben a Star Wars felvásárlásával végleg elkaszálták a sorozatot.